# Miloňovice
Miloňovice är en ort i Tjeckien.   Den ligger i regionen Södra Böhmen, i den sydvästra delen av landet, 100 km söder om huvudstaden Prag. Miloňovice ligger 488 meter över havet och antalet invånare är 282.
Terrängen runt Miloňovice är varierad, och sluttar norrut. Runt Miloňovice är det ganska glesbefolkat, med 28 invånare per kvadratkilometer. Närmaste större samhälle är Písek, 16,9 km nordost om Miloňovice. Omgivningarna runt Miloňovice är en mosaik av jordbruksmark och naturlig växtlighet.